# 観蔵寺 (葛飾区東金町)
観蔵寺（かんぞうじ）は、東京都葛飾区にある真言宗豊山派の寺院。新四国四箇領八十八箇所霊場第32番札所。

## 歴史
創建年代は不明である。ただ、墓石の年代から、江戸時代初期に創建されたものと推測される。
寺には、「宝暦2年 甲斐国都留郡犬目村 宝勝寺」の銘が入った半鐘がある。宝暦2年は1752年であり、宝勝寺とは現在の山梨県上野原市の宝勝寺のことである。ただ、この宝勝寺は曹洞宗の寺院であり、なぜ宗派違いの当寺に半鐘があるのかは不明である。
境内には、「疣取地蔵（いぼとりじぞう）」と呼ばれる地蔵菩薩像が安置されている。

## 交通アクセス
- 金町駅より徒歩13分（経路案内）。